# 건강 리터러시

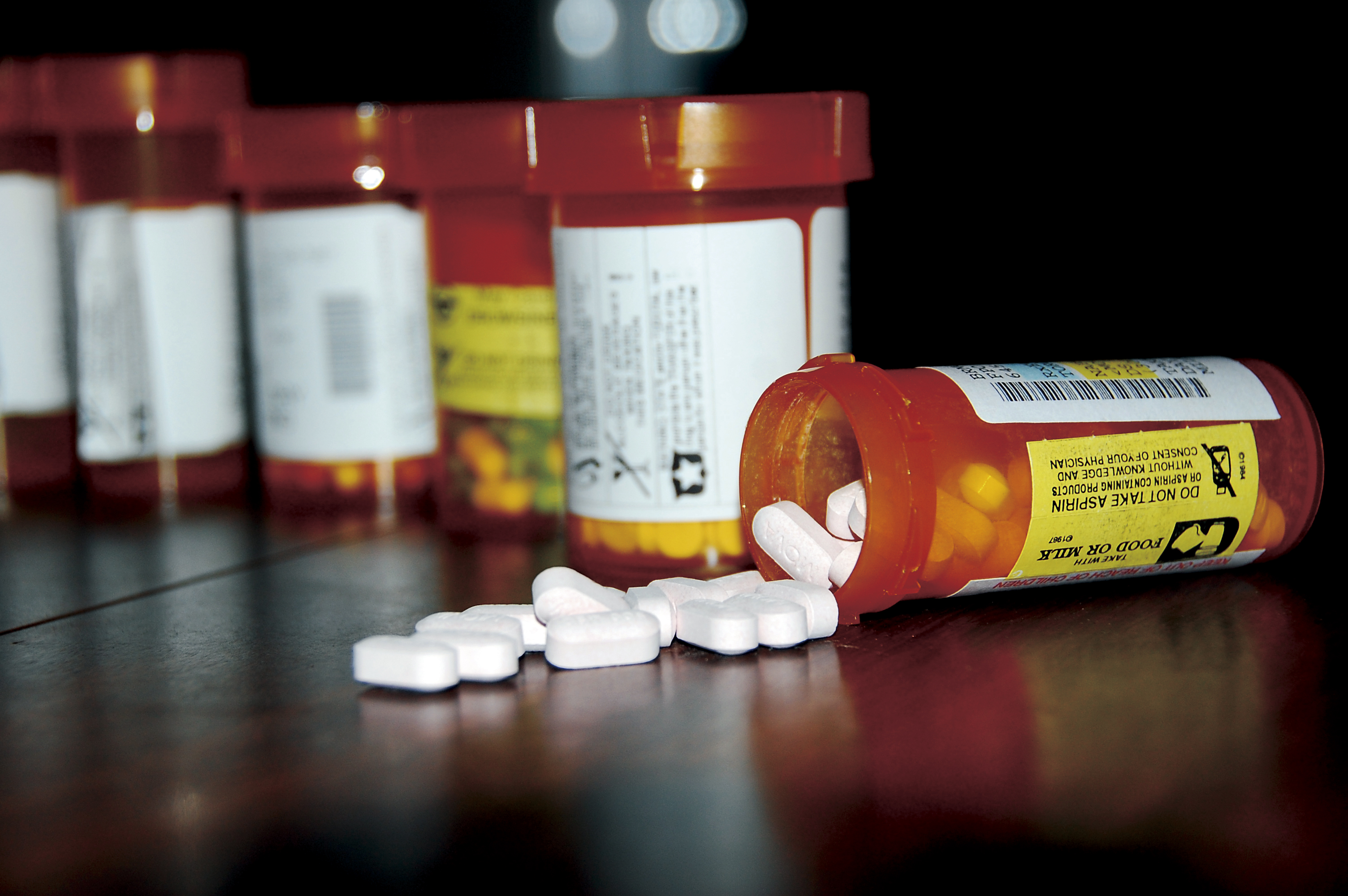
약의 지시사항을 읽고 이해하는 능력은 건강 리터러시의 한 형태이다.

건강 리터러시(Health literacy)는 적절한 건강 결정을 내리고 치료 지침을 따르기 위해 의료 정보를 얻고, 읽고, 이해하고, 사용하는 능력이다. 부분적으로 건강 리터러시에는 건강 리터러시에 요구되는 상황이나 환경(예: 의료, 미디어, 인터넷 또는 피트니스 시설)과 사람들이 그에 필요한 기술이 모두 포함되기 때문에 건강 리터러시에 대한 정의가 다양하다.
건강 리터러시는 건강 불균형의 주요 원인이기 때문에 의료 전문가의 관심이 계속 증가하고 있다. 미국 교육부가 실시한 2003년 국가 성인 문해력 평가(NAAL)에서는 참가자의 36%가 건강 문해력 측면에서 "기본" 또는 "기본 미만"으로 점수를 받았으며 약 8천만 명의 미국인이 건강 리터러시가 제한되어 있다는 결론을 내렸다. 이러한 사람들은 처방약의 라벨을 읽는 것을 포함하여 일반적인 건강 업무에 어려움을 겪고 있다. 여러 요인이 건강 리터러시에 영향을 미칠 수 있다. 그러나 연령(특히 65세 이상 환자), 제한된 영어 능력 또는 제2외국어로서의 영어, 만성 질환, 낮은 교육 수준, 낮은 사회경제적 지위 등의 요인이 이러한 위험을 크게 증가시키는 것으로 나타났다. 건강 리터러시가 낮은 환자는 자신의 의학적 상태와 치료에 대해 덜 이해하고 있으며 전반적으로 건강 상태가 더 나쁘다고 보고한다.
정보와 그림을 단순화하고, 전문 용어를 피하고, "티치백(teach-back)" 방법을 사용하고, 환자의 질문을 장려하는 등 다양한 개입을 통해 건강 리터러시가 낮은 사람의 건강 행동이 개선되었다. 2010년 기준 미국의 18세 이상 성인 중 의료인이 항상 이해할 수 있도록 설명해 준다고 응답한 비율은 약 60.6%였다. 이 수치는 2007년부터 2010년까지 1% 증가했다. 미국 보건복지부(HHS)의 헬시 피플 2020 이니셔티브에서는 건강 리터러시를 긴급한 새로운 주제로 포함시켰으며 향후 10년 동안 이를 개선한다는 목표를 세웠다.
헬시 피플 2030(헬시 피플 제5판)을 계획하면서 HHS는 "건강한 사람들을 위한 업데이트된 건강 리터러시 정의에 대한 서면 의견 요청"을 발행했다. 여러 제안에서는 치료 또는 정보를 찾는 개인, 서비스 제공자와 간병인, 시스템의 복잡성과 요구, 의사소통을 위한 일반 언어 사용을 포함하는 공동 노력의 결과인 "건강 리터러시는 다차원적"이라는 사실을 다루고 있다.

## 같이 보기
- 성인교육
- 건강 증진
- 모바일 헬스
- 보편적 건강보장